# Gorka Sorarrain
Gorka Sorarrain Agirrezabala (født 21. maj 1996 i Tolosa) er en cykelrytter fra Spanien, der kører for Caja Rural-Seguros RGA.

## Karriere
Han er uddannet elektronikingeniør, og spillede basketball indtil han var 23 år. Han begyndte først at hellige sig cyklingen i starten af Covid-19-pandemien på en træningscykel i sin lejlighed. Efter afslutningen på pandemien meldte han sig til forskellige amatørløb i Spanien.
I 2022 deltog han i de første officielle konkurrencer. I april 2022 blev han en del af amatørholdet Baqué Cycling Team. Fra 2023 skrev Sorarrain kontrakt med kontinentalholdet BAI-Sicasal-Petro de Luanda som kørte på angolansk licens. I juni 2023 blev han nummer fem i det spanske landevejsmesterskab. Fra slutningen af juli samme år skrev han en kontrakt med proteamet Caja Rural-Seguros RGA. Aftalen var gældende til udgangen af 2025.